# Hu Xueyan
Hu Xueyan (xinès: 胡雪岩) (1823 - 1885), important home de negocis durant els darrers anys de la dinastia Qing, fundador del Fukang Bank.

## Biografia
Hu Xueyan, de nom original Hu Guangyong, va néixer l'any 1823 a Jixi, província de Huizhou a la Xina, en una família humil i pobre.
De molt jove va entrar com a aprenent en una casa de moneda a la ciutat de Hangzhou, on es podien tramitar hipoteques i fer ingressos de diners. El seu talent i habilitat li van fer guanyar ràpidament l'estima i la confiança de l'amo del negoci. Poc després aquest el va promocionar i Hu va passar a ocupar-se de les operacions d'ingressos i deutes. El 1860, el propietari, malalt de gravetat i sense fills que poguessin heretar els seus béns, va prendre la decisió de regalar-li a Hu la casa de moneda i la resta del seu patrimoni.
A partir d'aquestes dates Hu va fundar el seu propi banc, el Fukang Bank.
Durant la Rebel·lió dels Taiping, l'any 1861, Hu va ajudar el govern comprant armes i aliments per l'exèrcit governamental de Xangai i Ningbo, i Zuo Zongtang, el màxim oficial de la provincia de Zheijiang, li va assignar la supervisió general de les finances i de les collites de gra de la zona, actuació que li va permetre obtenir grans beneficis.
Posteriorment, Hu va aprofitar els contactes mantinguts, tant amb Zuo Zongtang, com amb altres funcionaris com Xu Run i comerciants xinesos i estrangers importants a Xangai, per poder-se moure amb facilitat entre els cercles polítics i comercials. A més d'obrir sucursals de cases de moneda i canvi al llarg i ample de la Xina, el 1876 comprar uns terrenys per establir-hi la prestigiosa farmàcia de Hangzhou, Hu Qing Yu Tang (胡庆余 堂), que va incorporar a metges famosos i va crear una sèrie de medicaments molt útils per l'exèrcit. Huqingyutang es va convertir en el centre de la medicina xinesa i va representar una important contribució al desenvolupament de la medicina tradicional xinesa. També va ajudar Zou Zongtang a construir moltes empreses i fàbriques. Va explotar el transport de Xangai i a Fujian.
Sent l'home més ric d'aquesta època, les seves propietats van arribar a un valor de 30 milions d'liang de plata. Durant el moviment d'auto-enfortiment de la dinastia Qing, Hu Xueyan es feia càrrec de contractar enginyers occidentals així com d'introduir equipaments i tecnologia des de l'estranger. El govern Qing li va concedir el títol de "buzhengshi" (布政使), un càrrec polític de categoria provincial. A més, li van permetre vestir-se amb la "jaqueta groga" (una peça oficial de la dinastia Qing atorgada normalment per l'emperador a gent excel·lent) i muntar a cavall dins del Palau Imperial. A la seva mare també li va concedir l'emperador un títol oficial i, per felicitar-lo, Li Hongzhang -cèlebre cortesà i polític de l'època-, el va visitar a casa, un cas únic en tota la història de la dinastia Qing.
El 1884 el banc de Hu va fer fallida a causa dels problemes derivats del negoci de la seda. Quan es va produir la crisi financera, es va vendre tota la seva propietat per pagar els titulars de les obligacions. La fallida del banc de Fukang va suposar un gran contratemps per a la moderna indústria financera xinesa.

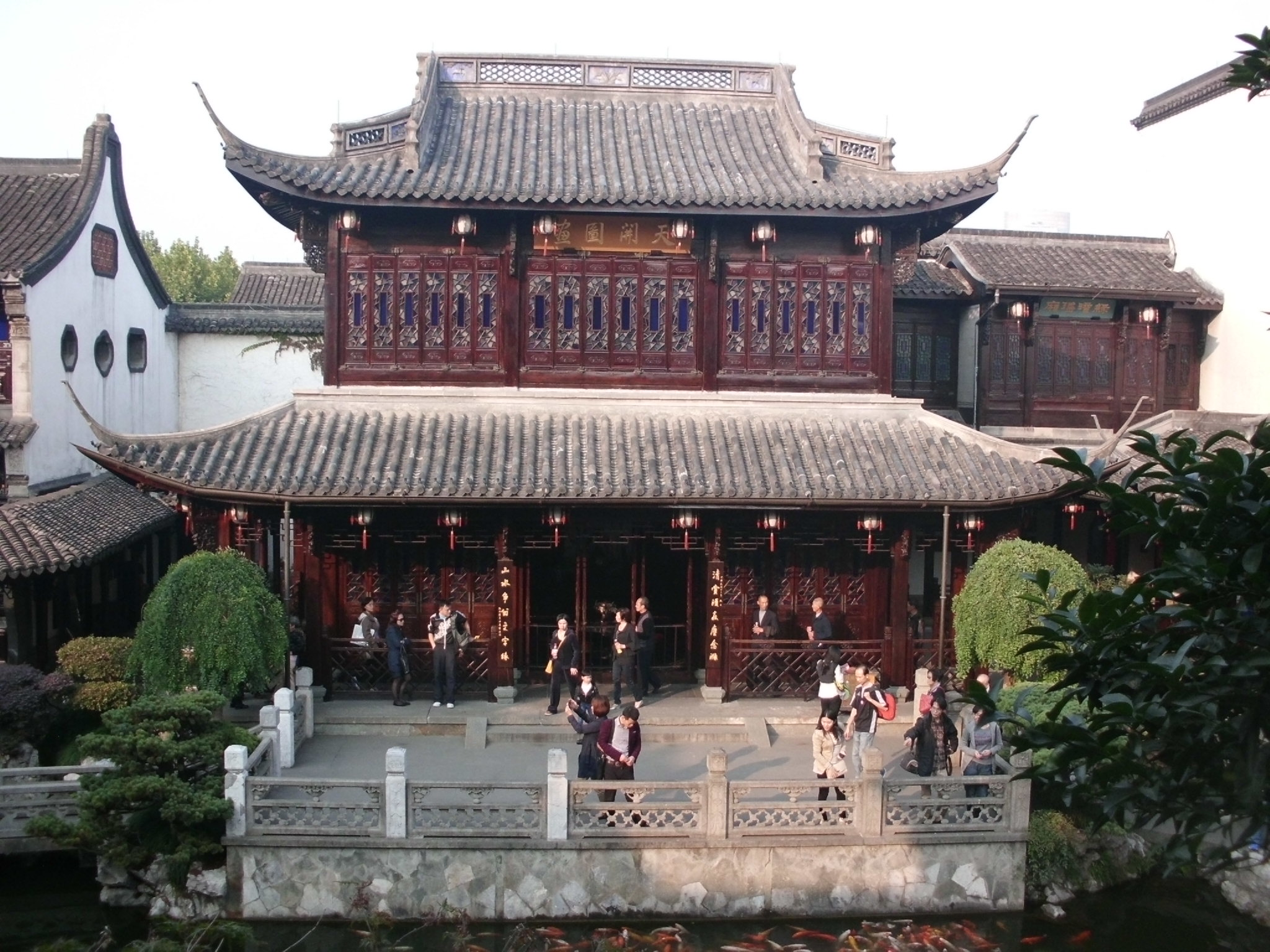
Edifici residència Hu Xueyan a Hangzhou

Hu va morir (1886) de depressió als 62 anys.
L'antiga residència de Hu Xueyan (胡雪岩故居 Hu Xueyan Gu Ju), una luxosa construcció feta en el període 1872-1875), s´ha convertit en un important reclam turístic de la ciutat de Hangzhou, a només 5 quilòmetres del famós llac Oest. Aquest complex arquitectònic combina estils xinesos occidentals i tradicionals i ocupa unes 0,72 hectàrees i té una superfície de 5.815 metres quadrats.